# Gustav Wilhelmsson Widmark
Gustav Wilhelmsson Widmark, född 16 december 1885 i Helsingborg, död 26 april 1967 i Nyhamnsläge, var en svensk arkitekt, skriftställare och skulptör. Han var till största delen verksam i Helsingborg.

## Biografi

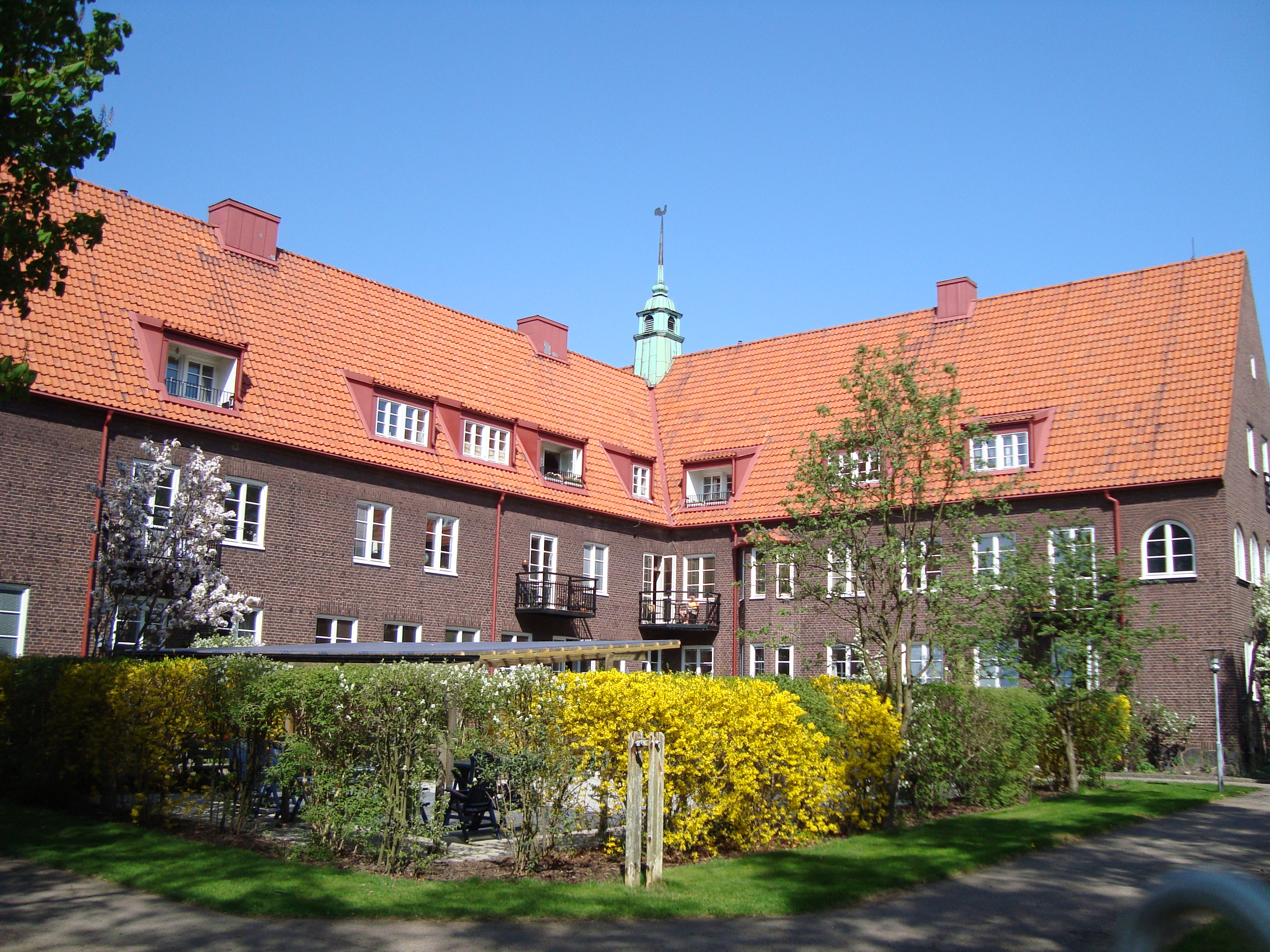
Raus skoldaghem (1915).

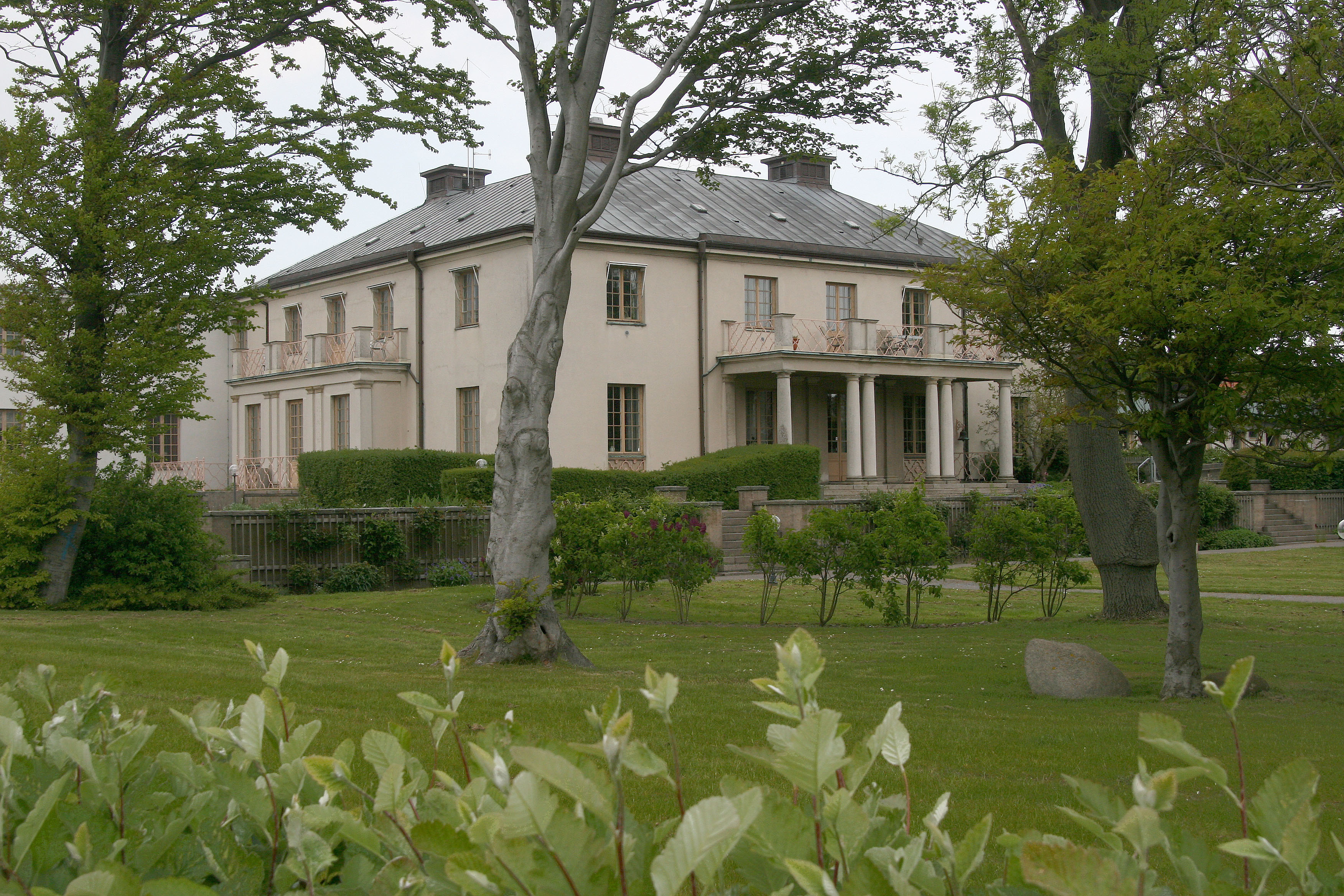
Villa Hevea, Helsingborg (1922).

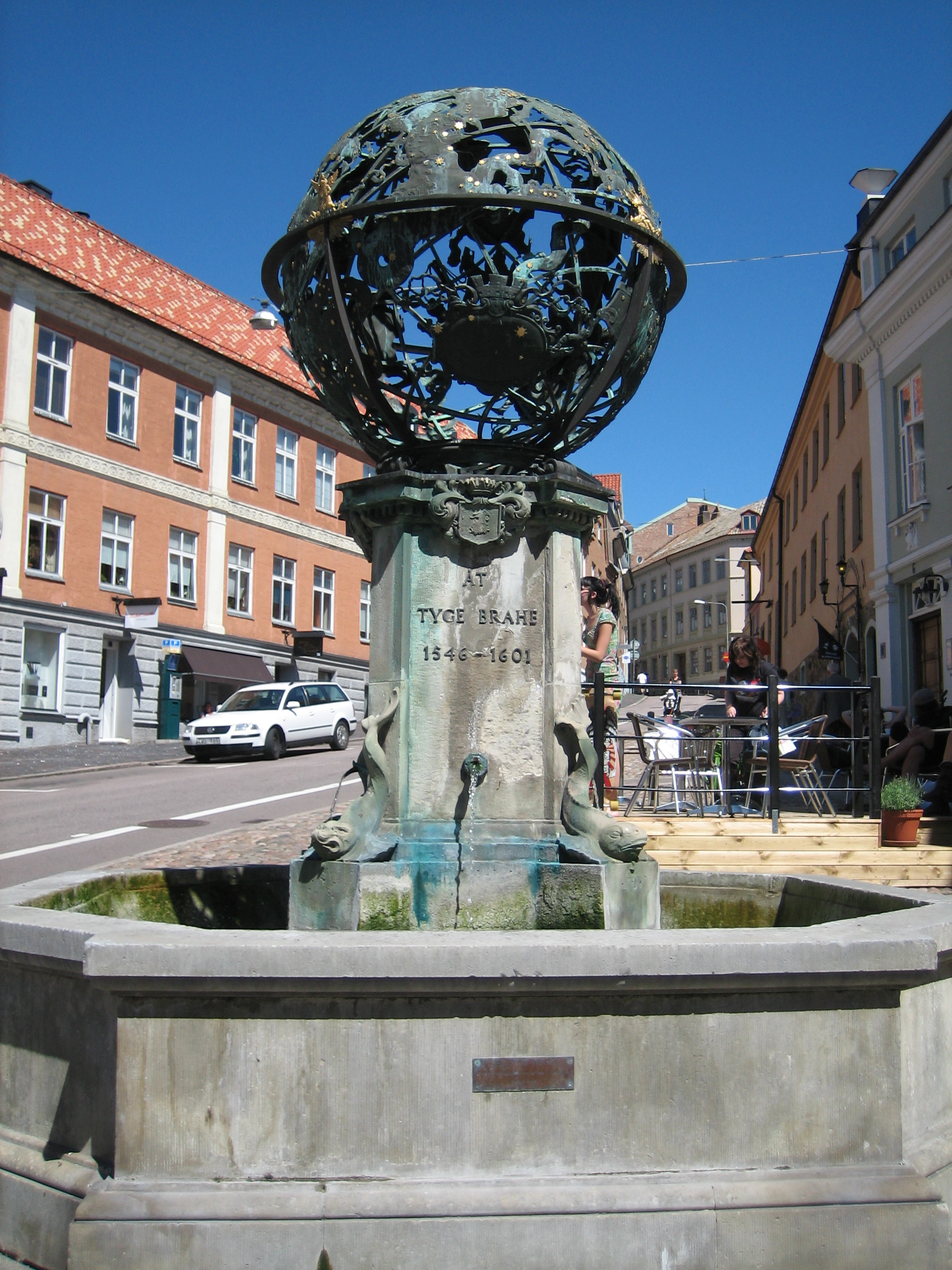
"Tycho Brahes brunn" uppförd som minne i Helsingborg (1927). Skapad av Astrid Aagesen och arkitekt G W Widmark.

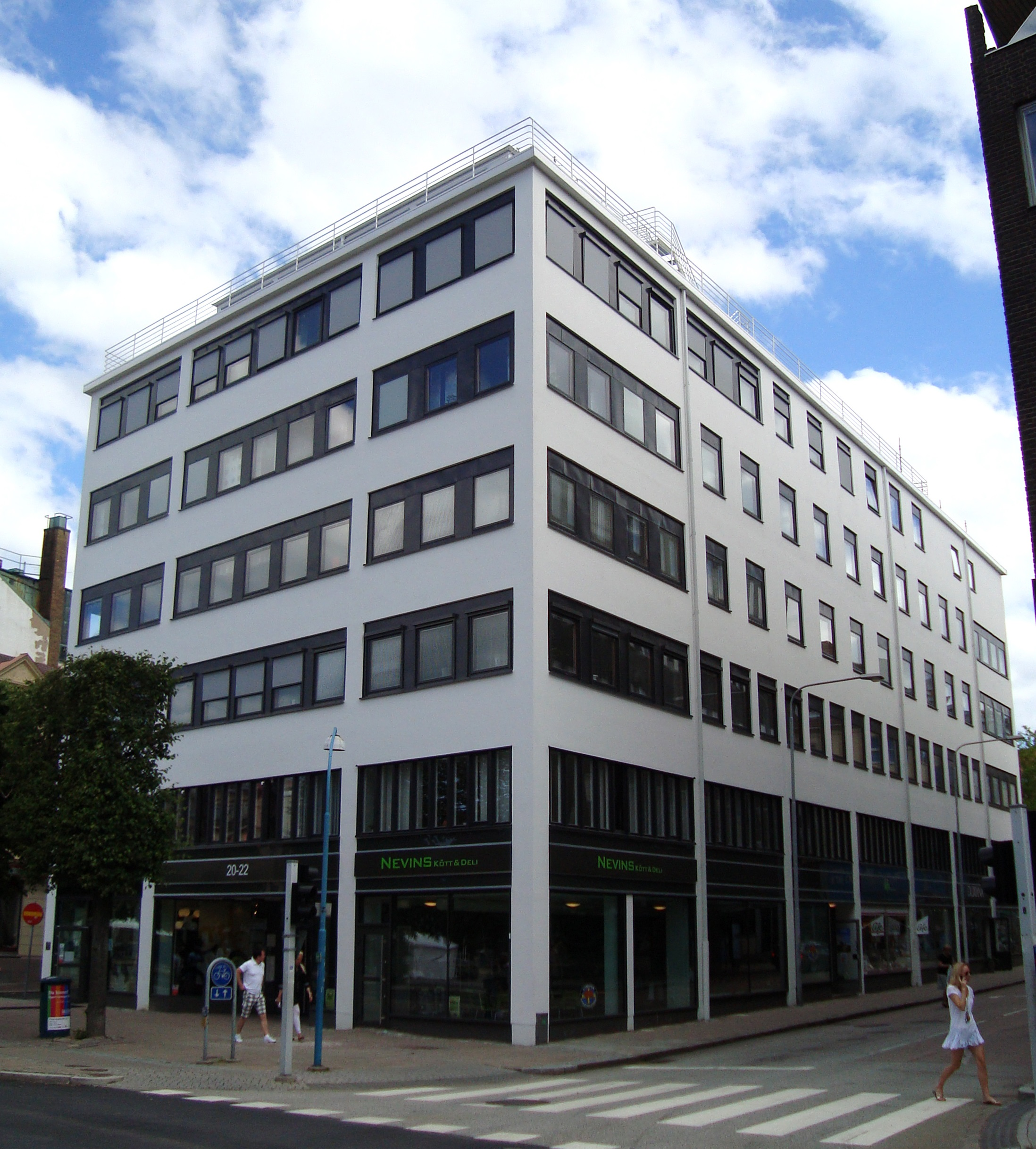
HD-huset i sitt senaste utförande, Helsingborg (1930).

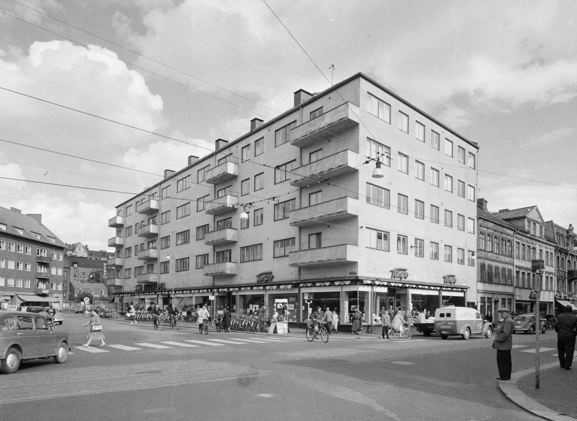
Tempohuset, Helsingborg (1932).

Widmark var son till Wilhelm Widmark, civilingenjör och disponent för Ruuthska bruket, och Emmy Reuterswärd samt gift första gången från 1912 med Anna Lycell, som avled 1934, och andra gången från 1947 med Gun Linde. Hans yngre bror Erik Widmark blev professor i medicinsk kemi vid Lunds universitet.
Widmark tog studentexamen i Helsingborg 1904. Sin arkitektutbildning fick han på Kungliga tekniska högskolan i Stockholm åren 1904–1907 och han praktiserade därefter i Kassel, Tyskland 1910–1911 och i Paris, Frankrike 1911–1912 innan han fortsatte sina studier vid Tekniska högskolan i Zürich åren 1912–1913. Han studerade vid Architectural Association School of Architecture i London 1913–1914 och utförde samtidigt praktik i staden.
Åren 1916–1919 studerade Widmark vid Konstakademien i Köpenhamn. År 1919 öppnade Widmark kontor i Helsingborg och fick genast flera uppdrag, mestadels bestående av klassicistiska bostadshus. Hans tidiga arkitektur domineras av sparsamma och enkla fasader, ofta i brunt helsingborgstegel och med en viss nationalromantisk anda, till exempel i Raus skoldaghem, ritat 1915. Ett av de mest prestigefyllda projekten under hans tidiga karriär var uppdraget att rita disponent Henry Dunkers villa, Villa Hevea, på Tågaborg. Byggnaden har ett till synes enkelt uttryck, men är utförd i dyrbara material som tak av koppar och detaljer i sandsten. År 1923 anlitades han av Kooperativa föreningen för att restaurera Henckelska gården. Widmarks arkitektkontor var vid den tiden beläget i gården fram till dess att det flyttade till Slottshöjden 1928. Arkitekten Carl-Axel Acking arbetade under denna tid för Widmark.
På 1920-talets senare hälft skiftade arkitekturidealen fokus från klassicismen till den från kontinenten importerade funktionalismen och Widmark anammade snart den nya stilen. Den kraftiga förändring som skedde i arkitekturen syns tydligast i HD-huset på Drottninggatan, från 1929, som är en elegant modernistisk byggnad med vitputsade fasader och fönsterband runt hela byggnaden. Numera har dock intrycket förändrats i och med att fönsterbanden ersatts med väsentligt mindre fönster och de övriga utrymmet i fönsternischerna fyllts ut med plåt. Byggnaden ska ses i lyset av att så sent som 1928 hade hans Hotell Vega (numera Viking) i typisk 20-talsklassicism stått färdigt, liksom det nästan sakrala Soldathemmet på Berga från 1927. Widmark fortsatte på den insatta vägen och ritade bland annat EPA-huset – numera Nordeabanken – vid konsul Olssons plats i en funktionalism mer anpassad för den äldre bebyggelsen i centrala Helsingborg. Mer renodlade funkishus var Tempohuset (1932) på Söder och Norrbrohuset (1939) på Stattena. Det senare är numera renoverat till oigenkännlighet. Han var en av dem som förkastade 1800-talets ornamentrika arkitektur, vilket ses bäst när han i boken Helsingborgs skönhetsvärden år 1937 skrev:
| ” | När Helsingborg under 1890-talet lämnade småstadsidyllen, skedde detta så plötsligt och explosionsartat, att man måste ha överseende med åtskilligt, som då företogs, till obotlig skada för vissa skönhetsvärden, så mycket mera som detta sammanföll med det allmänna smakfördärvets kanske mörkaste skede. | „ |

Han var anlitad som arkitekt vid renoveringsarbeten vid Landskrona fästning 1926–1939. Widmark var mycket intresserad av Helsingborgsbygdens historia och låg bakom flera restaureringar av stadens äldre byggnader, främst Jacob Hansens hus, men även Gamlegård och Henckelska gården. År 1953 ritade han en ny sakristia åt Mariakyrkan, med den på 1800-talet rivna som förebild. Som skriftställare utgav han flera skrifter bland annat Världshistorien i grafisk framställning samt Sveriges historia 1501–1932 i grafisk framställning och som skulptör utförde han dopfuntar till Stora Harrie kyrka och Virke kyrka samt ritningarna till Påskpelaren på Pålsjö kyrkogård som senare höggs av Nils Lindberg samt en reliefprydd minnesvård över okända avlidna till samma kyrkogård och förlagan till Helsingborgsmedaljen 1948. Tillsammans med Astrid Aagesen utformade han fontänen Tycho Brahes brunn i Helsingborg.
Hans forskning om Mariakyrkan finns bevarad i boken Hällar och hävder. En studie i Sankta Maria kyrkas gravminnen, som kom ut 1970. Han var en mycket aktiv person som satt som ledamot av både stadsfullmäktige, byggnadsnämnden, stadsplanekommittén och estetiska nämnden, samt var verksam inom kyrkan som ledamot av kyrkogårdsnämnden. Han var även initiativtagare och primus motor i föreningen Gillet Gamla Helsingborg. Under åren 1935–1938 satt han i styrelsen för Sveriges Arkitekters Riksförbund. Widmark blev riddare av Nordstjärneorden och Riddare av Vasaorden samt mottog med Helsingborgsmedaljen 1956. Han är gravsatt på Pålsjö kyrkogård i Helsingborg.

## Byggnadsverk
Samtliga byggnader är uppförda i Helsingborg.
- Raus skoldaghem, Raus landskommun 1915
- Villa Hevea, Tegnérgatan 2, Tågaborg 1922
- Henckelska gården (restaurering), Centrum 1923
- Österhemmet, Olympia 1925
- Berga soldathem, Berga 1927
- Hotell Vega / Viking / V, Tycho Brahe-platsen 1928
- Jacob Hansens hus (restaurering), Centrum 1929
- HD-huset, Centrum 1930
- EPA-huset, Centrum 1931
- Tempohuset, Söder 1932
- Bostadshus, kvarteret Amerika norra 41, Söder 1935
- Tullkammaren, Norra hamnen 1937
- Norrbrohuset, Stattena 1939
- Sakristia till Sankta Maria kyrka, Centrum 1953